# Desultory
Desultory (v českém překladu z angličtiny: povrchní) byla švédská death metalová kapela. Byla založena roku 1989 ve švédském Stockholmu. Řadí se do první vlny švédských death metalových skupin vedle např. Entombed, Dismember, Therion, Grave, Edge of Sanity, Tiamat, které vydaly svá debutová alba na počátku 90. let 20. století, ačkoli není tolik známá jako tyto zmíněné. Zpočátku hrála klasický death metal severského střihu a ve svých textech se zaobírala temnými stránkami života. Později do své tvorby zařazovala i jiné prvky, až se dopracovala ke zvuku ve stylu novějších Entombed (tzv. death 'n' roll).

## Historie
Kapela Desultory vznikla v říjnu 1989 ve švédském Stockholmu, první sestava hrála ve složení Thomas Johnson (bicí), Klas Morberg (vokály, kytara), Stefan Pöge (kytara), Jens Almgren (baskytara). Daniel Ekeroth uvádí ve své publikaci Swedish Death Metal místo vzniku Rönninge/Södertälje ve Stockholmském kraji a poznamenává, že kapela byla ovlivněna thrash metalem.
Do roku 1992 vydali tři demonahrávky, postupně From Beyond (1990), Death Unfolds (1991) a Visions (1992). V té době z kapely odešel Jens Almgren a nahradil ho Håkan Morberg. V roce 1991 nahráli ještě 3 skladby s Tomasem Skogsbergem, které se objevily na kompilační nahrávce Forever Gone, kterou vydalo švédské nezávislé hudební vydavatelství House Of Kicks Records. Jejich známý Marc představil demo Visions firmě Metal Blade Records, která dělala výběr mezi kapelami. Desultory uspěli a podepsali smlouvu na 3 studiová alba. Debutní studiové album má název Into Eternity, bylo natočeno ve studiu Sunlight Tomase Skogsberga a vydáno roku 1993. Následovaly koncertní šňůry mj. s finskými Amorphis, Němci Haggard a dalšími.
V roce 1994 vyšlo druhé album Bitterness. O rok později kapelu opustil kytarista Stefan Pöge a třetí album Swallow the Snake nahráli zbývající členové Thomas Johnson, Klas Morberg a Håkan Morberg sami. Toto album vyšlo v roce 1996, tím došlo k naplnění smlouvy s Metal Blade Records. Kapela se rozpadla, Håkan, Klas a Thomas založili skupinu Zebulon a pokračovali společně v hraní v podobném stylu jako na posledním albu Swallow the Snake - vydali celkem jedno EP a dvě plnohodnotná alba.
V roce 2008 došlo k obnovení Desultory a hledání společnosti pro vydání dalšího alba. Kapela podepsala smlouvu se singapurskou firmou Pulverised Records, která jí v roce 2010 vydala desku Counting Our Scars. V červnu 2017 vyšlo poslední LP Through Aching Aeons.

## Logo
Logo kapely je symetrické, první písmeno D a poslední Y se podobají (jedno je téměř zrcadlovým obrazem druhého), stejně tak i S a O. Tato čtyři plus písmeno L mají navíc dlouhé ostny.

## Diskografie
Dema
- From Beyond (1990)
- Death Unfolds (1991)
- Visions (1992)

Studiová alba
- Into Eternity (1993)
- Bitterness (1994)
- Swallow the Snake (1996)
- Counting Our Scars (2010)
- Through Aching Aeons (2017)

Kompilační alba
- Forever Gone (1992) – kompilace demonahrávek Death Unfolds (1991) a Visions (1992)